# Bürgerspital und Spitalskirche (St. Veit an der Glan)

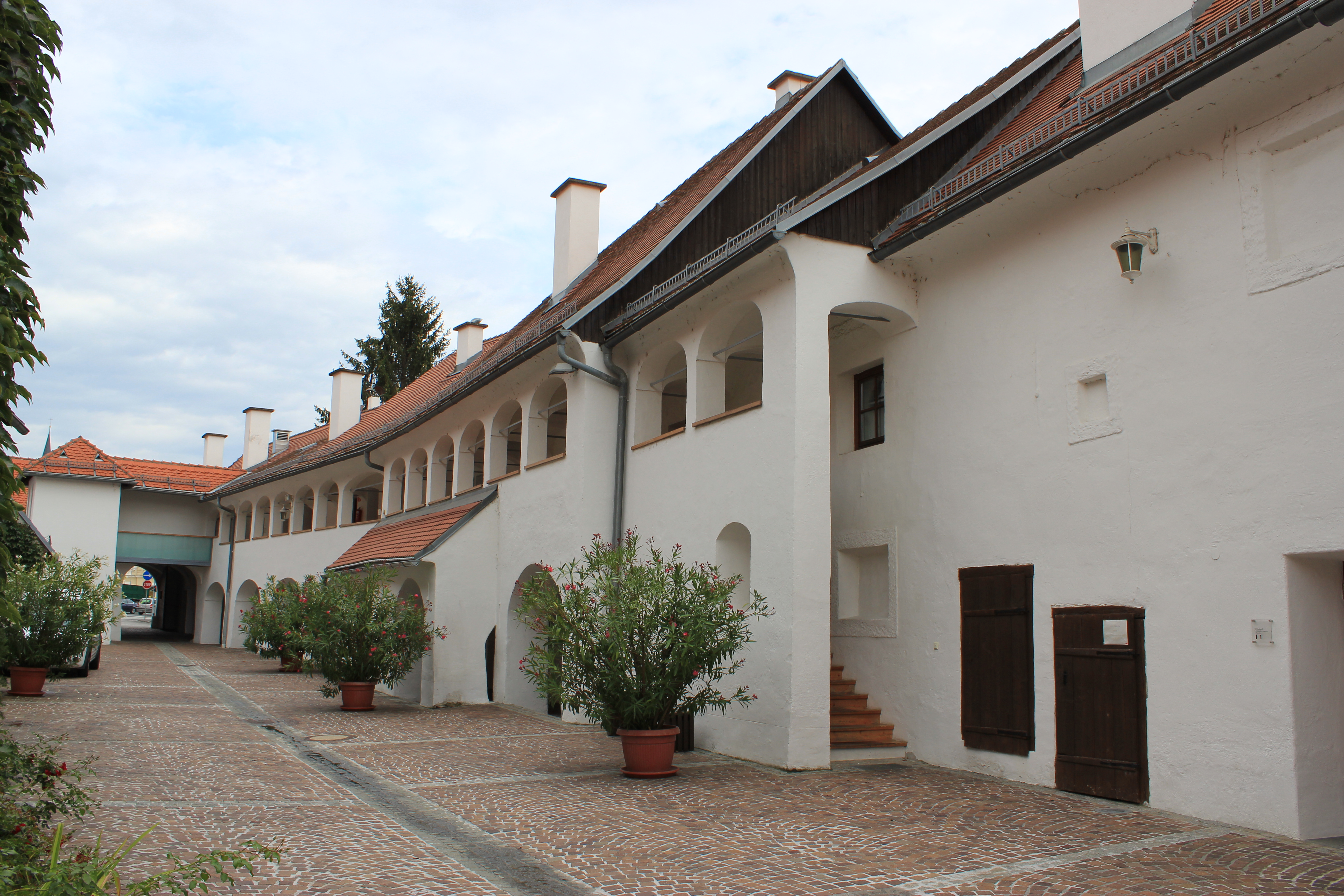
Innenhof

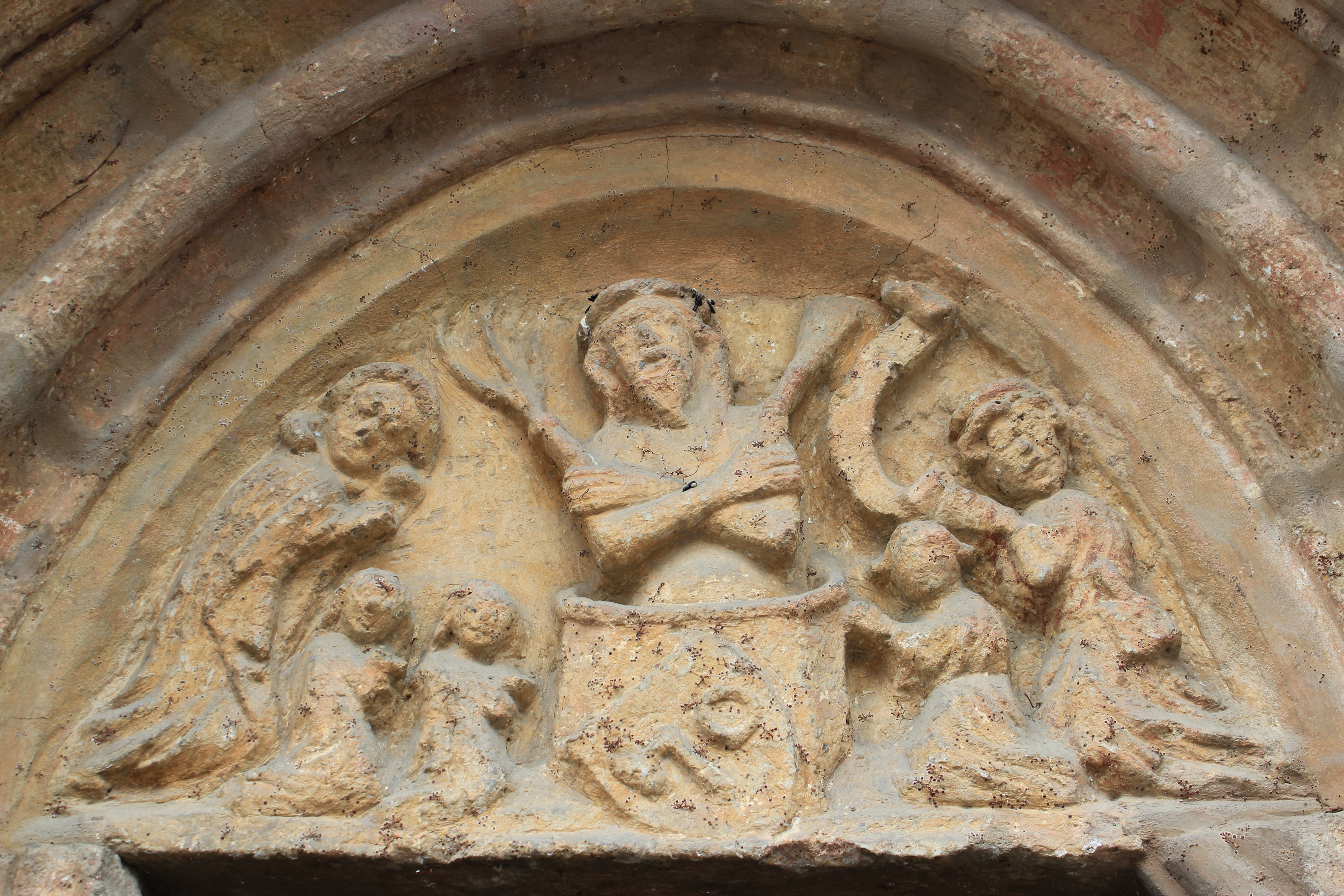
Tympanon

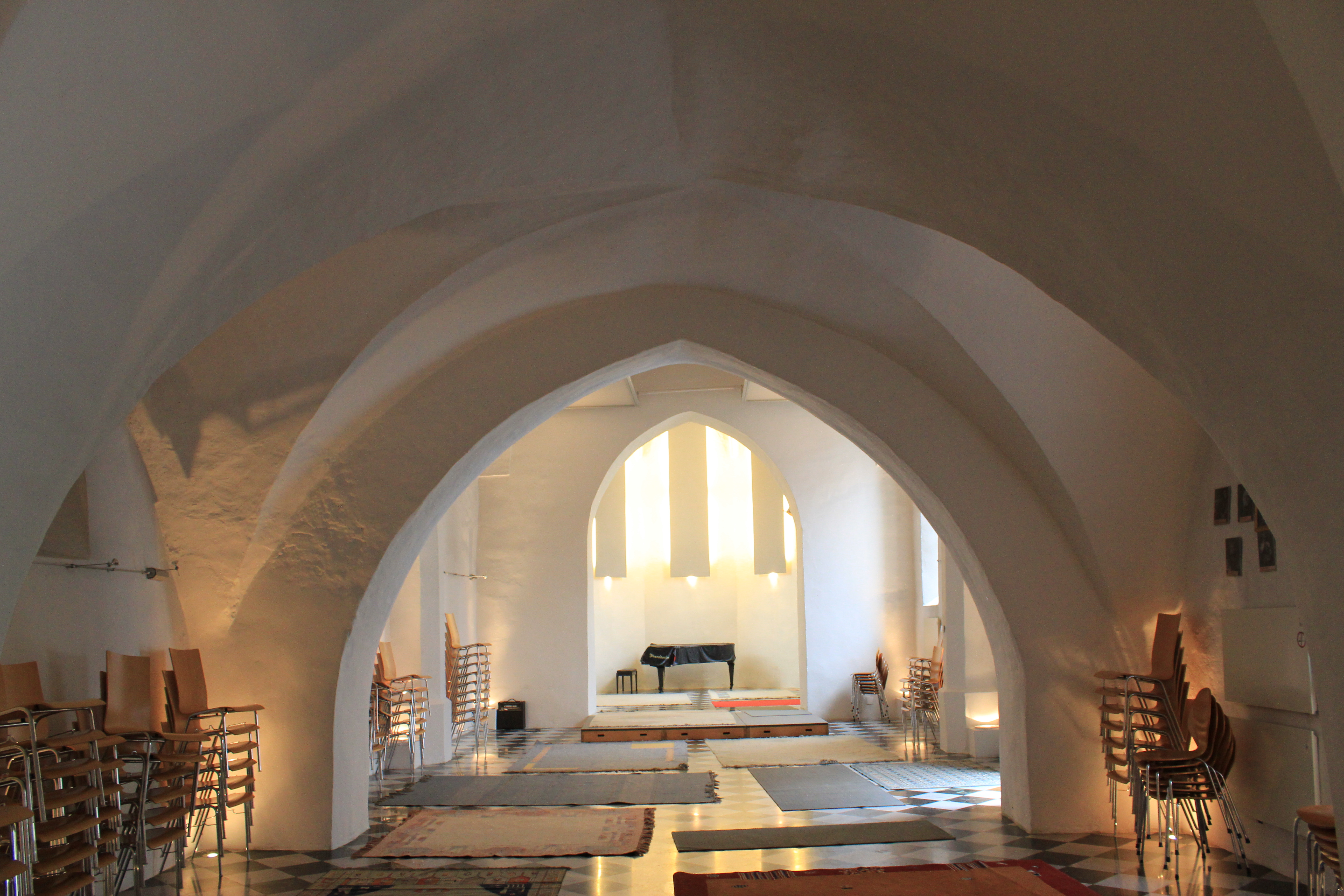
Innenansicht der Kirche

Das ehemalige Bürgerspital und die ehemalige Spitalskirche außerhalb der Altstadt von Sankt Veit an der Glan vor dem ehemaligen Villachertor bilden eine um einen langgestreckten Hof gelagerte zweigeschoßige gotische Bautengruppe. Die spätmittelalterliche, später barockisierte Anlage wurde 1321 erstmals urkundlich als „hospitale extramuros de sancto Vito“ erwähnt. Der vierteilige ein- bis zweigeschoßige Gebäudekomplex wurde im 17. Jahrhundert erweitert und im Hof mit rundbogigen Lauben und Arkaden ausgestattet. Nach einem Brand 1829 erfolgte eine Instandsetzung des Bürgerspitals.

## Kirche
Die 1321 erstmals erwähnte Bürgerspitalskirche im Nordtrakt des Spitals war den Heiligen Martin und Elisabeth, später dem heiligen Josef geweiht. Sie war ab 1616 desolat und wurde nach dem Brand von 1829 teilweise erneuert. Der abgebrannte Dachreiter wurde nicht wieder erneuert.
Der kleine gotische Bau wird im Chor von abgetreppten Strebepfeilern gestützt. Das Portal vom Ende des 14. Jahrhunderts wurde von der nördlichen Straßenseite in den südlichen Innenhof versetzt. Es ist mit profiliertem Gewände, Laubwerk- und Rosettenschmuck in der Kapitellzone geschmückt. Das Relief im Tympanon zeigt den Schmerzensmann mit kniender Stifterfamilie. Die Kragsteine sind mit Halbfiguren und Wappen verziert. Das Wandgemälde vom Ende des 17. Jahrhunderts an der nördlichen Außenmauer stellt die Marienkrönung und darunter Arme und Krüppel dar. Das an der Südwand eingemauerte Kopffragment stammt wahrscheinlich aus dem Mittelalter. Das Langhaus war im Westen ursprünglich länger, wie vermauerte Bogenöffnungen vermuten lassen, bzw. war das Spitalsgebäude in der Nordfront miteinbezogen.
Innen spannt sich über das Langhaus eine barocke Stichkappentonne über starken polygonalen Wanddiensten. Wie das vermauerte Fenster an der Südwand ahnen lässt, war die ursprüngliche Wölbung der Decke wesentlich höher. Ein stark eingezogener, spitzbogiger Triumphbogen führt in den niedrigeren einjochigen Chor mit 5/8-Schluss und Kreuzrippengewölbe auf Konsolen. Die Schlusssteine des Chores zeigen Rosetten und Lebensbaumreliefs. Die gotischen Maßwerkfenster sind zum Teil vermauert oder erneuert. Von der Südseite des Chors führt eine gotische Eisentür in eine Sakristei mit Kreuzgratgewölbe.
Von den Altären ist in der Kirche nichts mehr vorhanden. Die um 1470 entstandenen Tafeln eines spätgotischen Vitusaltares, ein um 1515 gefertigter Flügelaltar mit reicher Schnitzplastik und eine um 1500 datierte Schnitzfigur der heiligen Elisabeth sind im Kärntner Landesmuseum zu sehen. Die Tafeln des Vitusaltares, in den Formen des schweren Stils oder Knitterstils gemalt, dürften wegen ihrer Qualität aus der Stadtpfarrkirche stammen. Der ehemalige barocke Hochaltar von 1660/70 ist seit 1931 in der Christkönigskirche in Klagenfurt aufgestellt.

## Heutige Verwendung
Von 1984 bis 1987 wurde die Anlage renoviert und für Wohnzwecke genützt. Im Herbst 2004, nach einer neuerlichen Renovierung, wurde das Bürgerspital als urbanes Kulturzentrum eröffnet: Neben der Musikschule sind Proberäume, ein Tonstudio und Theaterräume untergebracht. Der Innenhof ist für Freiluft-Veranstaltungen nutzbar.